# OTP Group
OTP Group («Группа ОТП») — венгерская банковская группа, работающая в сферах финансового, страхового, инвестиционного и банковского бизнеса — от управления активами и лизинга до финансирования пенсий. «Группа ОТП» является одним из ключевых поставщиков финансовых услуг в Центральной и Восточной Европе согласно данным Будапештской фондовой биржи.
Услугами «Группы ОТП» (OTP Group) пользуются более 13 млн физических лиц и корпораций. Банковские продукты «Группы ОТП» доступны в 1400 отделениях и 3900 банкоматах (BACEE), а также онлайн в девяти странах Центральной и Восточной Европы, персонал насчитывает 41 514 сотрудников (2018).
Основу «Группы ОТП» (OTP Group) составляет «OTP Bank» — крупнейший коммерческий банк Венгрии, занимает 25,6 % национального рынка Венгрии с активами в 10 978 359 млн венгерских форинтов (HUF) (финансовый отчёт за девять месяцев 2014 года). OTP Bank занимает 952-е место в списке крупнейших публичных мировых компаний Forbes Global 2000 за 2018 год с выручкой 4 млрд долларов США, чистой прибылью 1 млрд долларов США (788-е место), активами 51,1 млрд долларов США (586-е место) и рыночной капитализацией 10,9 млрд долларов США (1288-е место). Аудитор — компания Deloitte.
Штаб-квартира — в Будапеште.

## История
Государственный сберегательный банк Венгрии — Országos Takarékpénztár (OTP Bank Plc., «Национальный сберегательный банк», National Savings Bank of Hungary), давший имя финансовой группе OTP Group («Группа ОТП»), был создан 1 марта 1949 года. В 1990 году банк был реорганизован в публичную компанию. Приватизация OTP Bank была проведена в 1995 году.
По завершении приватизационных процессов ОТР Bank начал международную экспансию на рынки стран Центральной и Восточной Европы, демонстрирующих высокий потенциал экономического роста.

## Собственники и руководство
В 1995—1999 годах OTP Bank претерпел значительные трансформации, превратившись в универсальный розничный банк. 8,57 % акций принадлежит нефтегазовой компании MOL, 81,4 % акций находятся в свободном обращении и размещены в категории «А» на Будапештской фондовой бирже. Его глобальные депозитарные расписки (2 GDR = одной обыкновенной акции) котируются на фондовой бирже Люксембурга и торгуются через международную электронную систему на Лондонской фондовой бирже.
С 1992 года совет директоров OTP Bank возглавляет Шандор Чани (Sándor Csányi).

## Деятельность
OTP Bank имеет дочерние банки в России (ОТП Банк), Украине (бывший Райффайзенбанк-Украина), в Сербии (OTP banka Srbija), Хорватии (OTP banka Hrvatska), Словении, Болгарии (ДСК Банк), Словакии (OTP Banka Slovensko), Черногории (Црногорска комерцијална банка), Молдовы (OTP Bank Moldova) и Румынии (OTP Bank Romania). В марте 2022 года головной офис группы объявил о прекращении денежных вливаний в российскую «дочку» в связи с риском нехватки ликвидности на фоне санкций против России.
OTP Bank вошёл в число крупнейших национальных банков в еврозоне, успешно прошедших проверку устойчивости в результате стресс-тестов, проведенных Европейской банковской организацией (European Bank Authority, EBA) совместно с Европейским центральным банком (European Central Bank, ECB) и объявленных 26 октября 2014 года.
«Группа ОТП» (OTP Group) входит в Банковскую ассоциацию стран Центральной и Восточной Европы (BACEE).
В 2015—2019 годах под руководством Группы ОТП в России действовал Touch Bank — розничный онлайн банк Touch Bank, предоставлявший финансовые услуги через интернет, мобильный телефон и другие каналы коммуникации.
В мае 2023 года Национальное агентство по предотвращению коррупции (НАПК) правительства Украины внесло ОТП Банк в перечень «Международные спонсоры войны», в октябре того же года банк был исключён из этого списка.

## Награды и рейтинги
- Лучший мировой банк развивающихся рынков Центральной и Восточной Европы 2015, Венгрия, по рейтингу Global Finance[20]
- Лучший банк по валютным операциям в Венгрии (2015)[21]
- Самый надежный банк в стране 2014 (Венгрия)[22]
- Лучший банк растущих рынков Центральной и Восточной Европы 2014 (Венгрия)[23]
- Лучший банк по международным торговым расчетам и Лучший банк по валютным операциям в Венгрии (2014)[24]
- Лучший локальный частный банк в Венгрии (2014)[25]
- Третье место «Лучшая компания по уровню управления в Центральной и Восточной Европе» в финансовой и банковской категории (2013)[25]
- 952-е место в списке крупнейших публичных мировых компаний Forbes Global 2000 за 2018 год[1]
- Участник рейтинга стабильности CEERIUS 2014
- Лучший частный банк в Венгрии (2014)[26]

В 2012 году OTP Bank представлял Венгрию в рейтинге самых дорогостоящих мировых банковских брендов, подготовленном британской консалтинговой компанией Brand Finance (недоступная ссылка).
Рейтинговое агентство «Эксперт РА» присвоило в 2017 году российскому банку группы АО «ОТП Банк» рейтинговую оценку ruA со стабильным прогнозом. Рейтинг ежегодно подтверждается, в 2024 году прогноз был изменен на положительный, в 2025 году рейтинг повышен до ruA+.
Рейтинговое агентство АКРА присвоило в 2018 году АО «ОТП Банк» рейтинговую оценку A+(RU) со стабильным прогнозом. Рейтинг ежегодно подтверждался, в 2024 году рейтинг был повышен до AA-(RU) (подтверждён в 2025).